# Hybalus numidicus
Hybalus numidicus är en skalbaggsart som beskrevs av Rudolph Petrovitz 1964. Hybalus numidicus ingår i släktet Hybalus och familjen Orphnidae. Inga underarter finns listade i Catalogue of Life.